# Liste des épisodes de Sur écoute
Cet article présente la liste des épisodes de la série télévisée américaine Sur écoute (The Wire).
Sur écoute  est créée par David Simon, coécrite avec Ed Burns et diffusée sur HBO.

## Panorama des saisons
| Saison | Saison | Nombre d'épisodes | Horaire        | Diffusion originale | Diffusion originale | Date de sortie en DVD | Date de sortie en DVD | Date de sortie en DVD | Date de sortie en DVD |
| Saison | Saison | Nombre d'épisodes | Horaire        | Début de saison     | Fin de saison       | Région 1              | Région 2              | Région 4              | Disques               |
| ------ | ------ | ----------------- | -------------- | ------------------- | ------------------- | --------------------- | --------------------- | --------------------- | --------------------- |
|        | 1      | 13                | Dimanche à 21h | 2 juin 2002         | 8 septembre 2002    | 12 octobre 2004       | 18 avril 2005         | 11 mai 2005           | 5                     |
|        | 2      | 12                | Dimanche à 21h | 1er juin 2003       | 24 août 2003        | 25 janvier 2005       | 10 octobre 2005       | 3 mai 2006            | 5                     |
|        | 3      | 12                | Dimanche à 21h | 19 septembre 2004   | 19 décembre 2004    | 8 août 2006           | 5 février 2007        | 13 août 2008          | 5                     |
|        | 4      | 13                | Dimanche à 21h | 10 septembre 2006   | 10 décembre 2006    | 4 décembre 2007       | 10 mars 2008          | 13 août 2008          | 4                     |
|        | 5      | 10                | Dimanche à 21h | 6 janvier 2008      | 9 mars 2008         | 12 août 2008          | 22 septembre 2008     | 3 février 2010        | 4                     |

## Liste des épisodes
Dans la liste qui suit, le terme "Série №" renvoie au numéro de l'épisode de la série globale, alors que "Saison #" renvoie au numéro de l'épisode dans la saison en question.

### Saison 1
| №  | #  | Titre français          | Titre original | Diffusion US       |
| -- | -- | ----------------------- | -------------- | ------------------ |
| 1  | 1  | La Cible                | The Target     | 2 juin 2002        |
| 2  | 2  | Le Détachement          | The Detail     | 9 juin 2002        |
| 3  | 3  | La Poudre aux yeux      | The Buys       | 16 juin 2002       |
| 4  | 4  | Histoire ancienne       | Old Cases      | 23 juin 2002       |
| 5  | 5  | Le Code                 | The Pager      | 30 juin 2002       |
| 6  | 6  | Le Lien                 | The Wire       | 7 juillet 2002     |
| 7  | 7  | Une arrestation         | One Arrest     | 21 juillet 2002    |
| 8  | 8  | Une affaire personnelle | Lessons        | 28 juillet 2002    |
| 9  | 9  | Quitte ou double        | Game Day       | 4 août 2002        |
| 10 | 10 | Le Prix fort            | The Cost       | 11 août 2002       |
| 11 | 11 | La Traque               | The Hunt       | 18 août 2002       |
| 12 | 12 | La Purge                | Cleaning Up    | 1er septembre 2002 |
| 13 | 13 | Le Verdict              | Sentencing     | 8 septembre 2002   |

### Saison 2
| №  | #  | Titre français         | Titre original    | Diffusion US    |
| -- | -- | ---------------------- | ----------------- | --------------- |
| 14 | 1  | La marée basse         | Ebb Tide          | 1er juin 2003   |
| 15 | 2  | Dommage collatéral     | Collateral Damage | 8 juin 2003     |
| 16 | 3  | Dose mortelle          | Hot Shots         | 15 juin 2003    |
| 17 | 4  | Sacrées affaires       | Hard Cases        | 22 juin 2003    |
| 18 | 5  | Envers et contre tous  | Undertow          | 29 juin 2003    |
| 19 | 6  | Tour de passe-passe    | All Prologue      | 6 juillet 2003  |
| 20 | 7  | Retour aux sources     | Backwash          | 13 juillet 2003 |
| 21 | 8  | On fait le mort        | Duck and Cover    | 27 juillet 2003 |
| 22 | 9  | La balle perdue        | Stray Rounds      | 3 août 2003     |
| 23 | 10 | État d'alerte          | Storm Warnings    | 10 août 2003    |
| 24 | 11 | Mauvais rêves          | Bad Dreams        | 17 août 2003    |
| 25 | 12 | Port dans la tourmente | Port in a Storm   | 24 août 2003    |

### Saison 3
| №  | #  | Titre français             | Titre original       | Diffusion US      |
| -- | -- | -------------------------- | -------------------- | ----------------- |
| 26 | 1  | Un Nouveau Baltimore       | Time After Time      | 19 septembre 2004 |
| 27 | 2  | Respect                    | All Due Respect      | 26 septembre 2004 |
| 28 | 3  | À L'Ouest, la Mort         | Dead Soldiers        | 3 octobre 2004    |
| 29 | 4  | Amsterdam                  | Hamsterdam           | 10 octobre 2004   |
| 30 | 5  | Au Grand Jour              | Straight and True    | 17 octobre 2004   |
| 31 | 6  | Retour à la Maison         | Homecoming           | 31 octobre 2004   |
| 32 | 7  | Quand se dessine le réseau | Back Burners         | 7 novembre 2004   |
| 33 | 8  | La fin justifie les moyens | Moral Midgetry       | 14 novembre 2004  |
| 34 | 9  | Au-delà des règles         | Slapstick            | 21 novembre 2004  |
| 35 | 10 | La réforme                 | Reformation          | 28 novembre 2004  |
| 36 | 11 | Dernière étape             | Middle Ground        | 12 décembre 2004  |
| 37 | 12 | Mission accomplie          | Mission Accomplished | 19 décembre 2004  |

### Saison 4
| №  | #  | Titre français                | Titre original     | Diffusion US      |
| -- | -- | ----------------------------- | ------------------ | ----------------- |
| 38 | 1  | La fin de l'été               | Boys of Summer     | 10 septembre 2006 |
| 39 | 2  | Un œil sur tout               | Soft Eyes          | 17 septembre 2006 |
| 40 | 3  | Jour de rentrée               | Home rooms         | 24 septembre 2006 |
| 41 | 4  | Les réfugiés                  | Refugees           | 1er octobre 2006  |
| 42 | 5  | Chacun son pacte              | Alliances          | 8 octobre 2006    |
| 43 | 6  | Jour de vote                  | Margin of Error    | 15 octobre 2006   |
| 44 | 7  | Eh oui, c'est la règle d'or   | Unto others        | 29 octobre 2006   |
| 45 | 8  | La logique du business        | Corner Boys        | 5 novembre 2006   |
| 46 | 9  | À chacun sa place             | Know Your Place    | 12 novembre 2006  |
| 47 | 10 | Dénonciations                 | Misgivings         | 19 novembre 2006  |
| 48 | 11 | Un nouveau jour               | A New Day          | 26 novembre 2006  |
| 49 | 12 | Les corps derrière les portes | That's Got His Own | 3 décembre 2006   |
| 50 | 13 | Le passage                    | Final Grades       | 10 décembre 2006  |

### Saison 5
| №  | #  | Titre français                      | Titre original        | Diffusion US    |
| -- | -- | ----------------------------------- | --------------------- | --------------- |
| 51 | 1  | Un vent de révolte                  | More with Less        | 6 janvier 2008  |
| 52 | 2  | Petits arrangements avec la réalité | Unconfirmed Reports   | 13 janvier 2008 |
| 53 | 3  | Révélations officieuses             | Not for Attribution   | 20 janvier 2008 |
| 54 | 4  | Les temps changent                  | Transitions           | 27 janvier 2008 |
| 55 | 5  | L'opinion de la rue                 | React Quotes          | 3 février 2008  |
| 56 | 6  | Faux semblants                      | The Dickensian Aspect | 10 février 2008 |
| 57 | 7  | Un accent de Baltimore              | Took                  | 17 février 2008 |
| 58 | 8  | Révélations                         | Clarifications        | 24 février 2008 |
| 59 | 9  | Dernière édition                    | Late Editions         | 2 mars 2008     |
| 60 | 10 | La vie des rois                     | –30–                  | 9 mars 2008     |